# Phân lớp Gừng
Phân lớp Gừng (danh pháp khoa học: Zingiberidae) là một kiểu gộp nhóm thực vật ở cấp độ phân lớp. Định nghĩa và giới hạn của phân lớp này trong các hệ thống phân loại có sử dụng nó là không thống nhất; yêu cầu duy nhất là nó phải chứa họ Gừng (Zingiberaceae). 

## Hệ thống Cronquist
Hệ thống Cronquist năm 1981 coi nó là một trong bốn phân lớp của lớp thực vật một lá mầm (Liliopsida = monocotyledons). Nó bao gồm: 
- Phân lớp Zingiberidae
Bộ Zingiberales
Bộ Bromeliales

## Hệ thống APG II
Hệ thống APG II năm 2003 cũng như phiên bản trước đó (năm 1998) không sử dụng các tên gọi thực vật chính thức cao hơn cấp bộ. Các loài, chi, họ thực vật đưa ra ở đây hoặc là được coi là thuộc bộ Zingiberales (bộ Gừng) hay bộ Poales (bộ Hòa thảo), và cả hai bộ này đều thuộc nhánh monocots.